# Колумб (лунный кратер)
Кратер Колумб (лат. Colombo) — большой древний ударный кратер в материковой местности между Морем Нектара и Морем Изобилия на видимой стороне Луны. Название присвоено в честь испанского мореплавателя Христофора Колумба (1451—1506) и утверждено Международным астрономическим союзом в 1935 г. Образование кратера относится к нектарскому периоду.

## Описание кратера
Ближайшими соседями кратера Колумб являются кратер Боненбергер на западе; кратер Магеллан на севере-северо-западе; кратер Белло на северо-востоке; кратер Мак-Клюр на востоке; кратер Кук на юго-востоке; кратер Монж на юге-юго-востоке и кратер Сантбек на юге-юго-западе. На западе от кратера Колумб расположены горы Пиренеи и Море Нектара за ними, на севере — Море Изобилия. Селенографические координаты центра кратера 15°16′ ю. ш. 46°01′ в. д. / 15,26° ю. ш. 46,02° в. д., диаметр 79,0 км, глубина 2,53 км.
Кратер Колумб имеет полигональную форму и значительно разрушен за длительное время своего существования, особенно в южной части. Вал сглажен, изрезан долинами, северо-западная часть вала перекрыта сателлитным кратером Колумб A (см. ниже), юго-западная — сателлитным кратером Колумб B, к южной части вала примыкает горный хребет. Внутренний склон вала террасовидной структуры, асимметричный, узкий в северной и северо-западной, широкий в юго-восточной части. Высота вала над окружающей местностью достигает 2400 м, объем кратера составляет приблизительно 5300 км³. Дно чаши сравнительно ровное, в центре чаши располагается скопление холмов, один из которых достигает высоты 800 м.

## Сателлитные кратеры
| Колумб | Координаты                                            | Диаметр, км |
| ------ | ----------------------------------------------------- | ----------- |
| A      | 14°11′ ю. ш. 44°28′ в. д. / 14,18° ю. ш. 44,46° в. д. | 40,8        |
| B      | 16°25′ ю. ш. 45°10′ в. д. / 16,41° ю. ш. 45,16° в. д. | 13,5        |
| E      | 15°49′ ю. ш. 42°23′ в. д. / 15,82° ю. ш. 42,38° в. д. | 14,9        |
| G      | 14°01′ ю. ш. 43°26′ в. д. / 14,01° ю. ш. 43,44° в. д. | 9,0         |
| H      | 17°27′ ю. ш. 44°08′ в. д. / 17,45° ю. ш. 44,13° в. д. | 14,1        |
| J      | 14°18′ ю. ш. 43°37′ в. д. / 14,3° ю. ш. 43,62° в. д.  | 6,0         |
| K      | 15°50′ ю. ш. 46°26′ в. д. / 15,83° ю. ш. 46,44° в. д. | 5           |
| M      | 14°38′ ю. ш. 47°48′ в. д. / 14,64° ю. ш. 47,8° в. д.  | 15,7        |
| P      | 15°07′ ю. ш. 47°54′ в. д. / 15,11° ю. ш. 47,9° в. д.  | 5,9         |
| T      | 18°58′ ю. ш. 45°28′ в. д. / 18,97° ю. ш. 45,46° в. д. | 10,0        |

- Образование сателлитного кратера Колумб A относится к нектарскому периоду[1].